# Xã Sumner, Quận Fillmore, Minnesota
Xã Sumner (tiếng Anh: Sumner Township) là một xã thuộc quận Fillmore, tiểu bang Minnesota, Hoa Kỳ. Năm 2010, dân số của xã này là 458 người.